# Semionotus
Semionotus is een geslacht van uitgestorven straalvinnige beenvissen dat voorkwam in het vroege Mesozoïcum in ondiepe kustgebieden van de Tethysoceaan. Het geslacht werd in 1843 opgericht door de Zwitsers-Amerikaanse natuuronderzoeker Louis Agassiz en ontwikkelde zich vervolgens tot een collectief geslacht van alle mogelijke straalvinnige vissen uit het Mesozoïcum, die vaak slecht werden geprepareerd, onderzocht en gediagnosticeerd. In januari 2012 werd het geslacht opnieuw beschreven door paleontoloog Adriana López-Arbarello.

## Kenmerken
Semionotus-soorten waren middelgrote vissen met matig langwerpige lichamen. De kop was langwerpig met een spitse snuit. De ogen waren omgeven door een ringvormige benige versterking. De pinvormige tanden hadden afgeronde punten. Op de rug, voor de rugvin, bevond zich een opvallende richel van gekielde schubben. De rugvin was relatief groot, de verder naar achteren liggende anaalvin was kleiner. De heterocercale staartvin was licht ingesprongen. De onderste lob van de staartvin, niet ondersteund door de ruggengraat, werd ondersteund door acht vinstralen. De schubben waren ruitvormige ganoïde schubben.

## Systematiek
Semionotus behoort tot de familie Semionotidae, die in 1890 werd opgericht door de Britse paleontoloog Arthur Smith Woodward. Tegenwoordig omvatten de Semionotidae alle taxa die nauwer verwant zijn aan Semionotus bergeri dan aan Callipurbeckia, Macrosemius, Lepidotes of Lepisosteus. Dit maakt Semionotus het enige geslacht van de Semionotidae dat basaal is voor de familie Callipurbeckiidae. Beide taxa staan samen in een zustergroepsrelatie met de Macrosemiidae. Alle drie de families vormen de Semionotiformes.